# Yohanny Valera
Yohanny Valera (nacido el 29 de agosto de 1976 en Santo Domingo) es un ex receptor dominicano que jugó en las Grandes Ligas. Valera jugó con los Expos de Montreal en la temporada 2000. Jugó en siete partidos en durante su carrera, yéndose sin hits en diez turnos al bate, con una base por bolas.
Fue firmado por los Mets de Nueva York como amateur el 28 de mayo de 1993. En 2009, jugó para los Worcester Tornadoes de la Canadian American Association of Professional Baseball.
En la Liga Dominicana ha militado para los Leones del Escogido.